# Isoperla goertzi
Isoperla goertzi är en bäcksländeart som beskrevs av Joachim Illies 1952. Isoperla goertzi ingår i släktet Isoperla och familjen rovbäcksländor. Inga underarter finns listade i Catalogue of Life.